# Cratere Heimdall
Heimdall è un cratere sulla superficie di Callisto.